# Drymonia dodsonii
Drymonia dodsonii là một loài thực vật có hoa trong họ Tai voi. Loài này được (Wiehler) J.L.Clark mô tả khoa học đầu tiên năm 2005.